# Демидовская площадь (Барнаул)

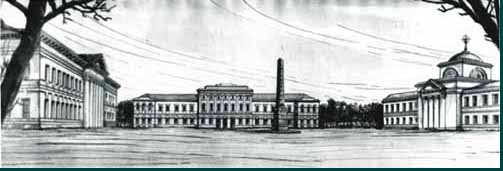
Проект Центральной (Демидовской) площади Барнаула. Архитектор Л. И. Иванов, 1820-е

Демидовская площадь — одна из старейших площадей Барнаула. Расположена в историческом центре города.
Площадь находится между улицами Ползунова, Пушкина и Красноармейским проспектом в Центральном районе Барнаула. Представляет собой историко-архитектурный ансамбль, сложившийся в 1819—1852 годах, выполненный в традициях русского классицизма. Архитекторы: А. И. Молчанов, Я. Н. Попов, Л. И. Иванов, И. Н. Шрейбер. Ансамбль площади включает в себя здания: горного училища, горного госпиталя и богадельни для инвалидов сереброплавильного завода с церковью Дмитрия Ростовского.
В 1925 году площадь была переименована в площадь Революции, а позже в Пионерскую. После 1992 года вернулось изначальное название — Демидовская.
В центре площади находится 14-метровый Демидовский столп, окруженный сквером.

## История
В 1818 году, начальник Колывано-Воскресенских заводов П. К. Фролов внёс на рассмотрение Горного Совета вопрос о создании в Барнауле площади, предназначенной для обелиска в честь 100-летия горного производства на Алтае. Местом строительства была выбрана Конюшенная площадь, у северного конца заводской плотины на левом берегу Барнаульского пруда. Самой ранней постройкой, составляющей ансамбль Демидовской площади, стало здание Горного госпиталя, построенное по проекту А. Молчанова в 1819—1845 годах. Возведение здания горного училища по проектам архитекторов Я. Н. Попова, И. Н. Шрейбера и И. М. Злобина также растянулось с 1828 по 1860 годы.
В середине XIX века площадь превратилась в административно-общественный центр Барнаула и после установления в 1844 году обелиска с барельефом Акинфия Демидова стала называться Демидовской.
На Демидовской площади в начале XX века официально проводились футбольные матчи, а в здании горного училища разместилась Барнаульская мужская гимназия (1912). После 1917 года — здесь находилась сначала артиллерийская школа, затем — общеобразовательная, а в годы войны — эвакогоспиталь. Сегодня это один из корпусов Алтайского государственного аграрного университета.